# Messehallen
Messehallen – stacja metra hamburskiego na linii U2. Stacja została otwarta 31 maja 1970. 

## Położenie
Stacja Messehallen znajduje się na pograniczu dzielnic St. Pauli (Karolinenviertel) i Neustadt. Znajduje się na dużej głębokości i jest to około 26 metrów poniżej poziomu gruntu, co stanowi najgłębszą stację w Niemczech. Schody ruchome na tej stacji są również najdłuższe w Niemczech, o wysokości podnoszenia około 22 metrów i czas przejazdu około 90 sekund. Tytułowe hale targowe znajdują się na północ od stacji.